# Camiguin de Babuyanes
Camiguin de Babuyanes, també conegut com a Mont Camiguin, és un estratovolcà actiu que es troba a l'extrem sud de l'illa Camiguin, al grup de les illes Babuyan a l'estret de Luzón, al nord de l'illa principal de Luzón de les Filipines.
Té una altitud de 712 msnm i un diàmetre de base de 3.200 metres i ocupa l'extrem sud-oest de l'illa Camiguin. La seva darrera erupció confirmada va tenir lloc el 1857. Posteriors avisos d'activitat volcànica han estat desestimats, el 1991 i 1993.